# Јулијан Емески
Јулијан Емески, Јулијан из Емесе (погубљен око 284.) је хришћански мученик и светитељ. 
Православна црква помиње светог Јулијана 6. фебруара. 
Рођен је у сиријском граду Емеса. Потицао је из хришћанске породице. Као млад изучио је медицину и постао лекар. Лечећи тамошњи народ од болести, он их је и поучавао вери у Христа, и многе је незнабошце привео Христу и крстио. 
Током прогона хришћана у време цара Нумеријана ухваћени су 284 године, епископ Емесе Силуан, ђакон Лука и чтец Мокије, чији је спомен 29 јануара, и по осуди бачени су зверима да их поједу. Видевши то свети Јулијан,им је притрчао и почео пред свима да их грли. Због тога је и он ухапшен и предат суду. По пресуди су му укуцали велики ексер у главу, и ексере у руке и ноге, и тако га бацили у једну пећину. Тамо је издахнуо 284. године.